# Palacio de los Enríquez
El Palacio de los Enríquez  es un palacio urbano en ruinas de la ciudad española de Baza, en Granada.

## Historia
Fue mandado construir por don Enrique Enríquez, tío de Fernando el Católico y hermano de la reina Juana de Aragón, y por su esposa doña María de Luna, iniciándose las obras en 1506 y prolongándose su construcción hasta mediados del siglo XVI.

## Palacio
El estilo constructivo, como corresponde al período durante el que fue realizado, es el Reyes Católicos, antes denominado Isabelino, aunque se aprecian rasgos góticos que pueden advertirse en los arcos mixtilíneos de la galería de entrada, en algunos de sus capiteles con decoración vegetal, e incluso en la propia estructura del edificio, con planta en forma de «H», más próxima al gótico que al racional renacimiento.

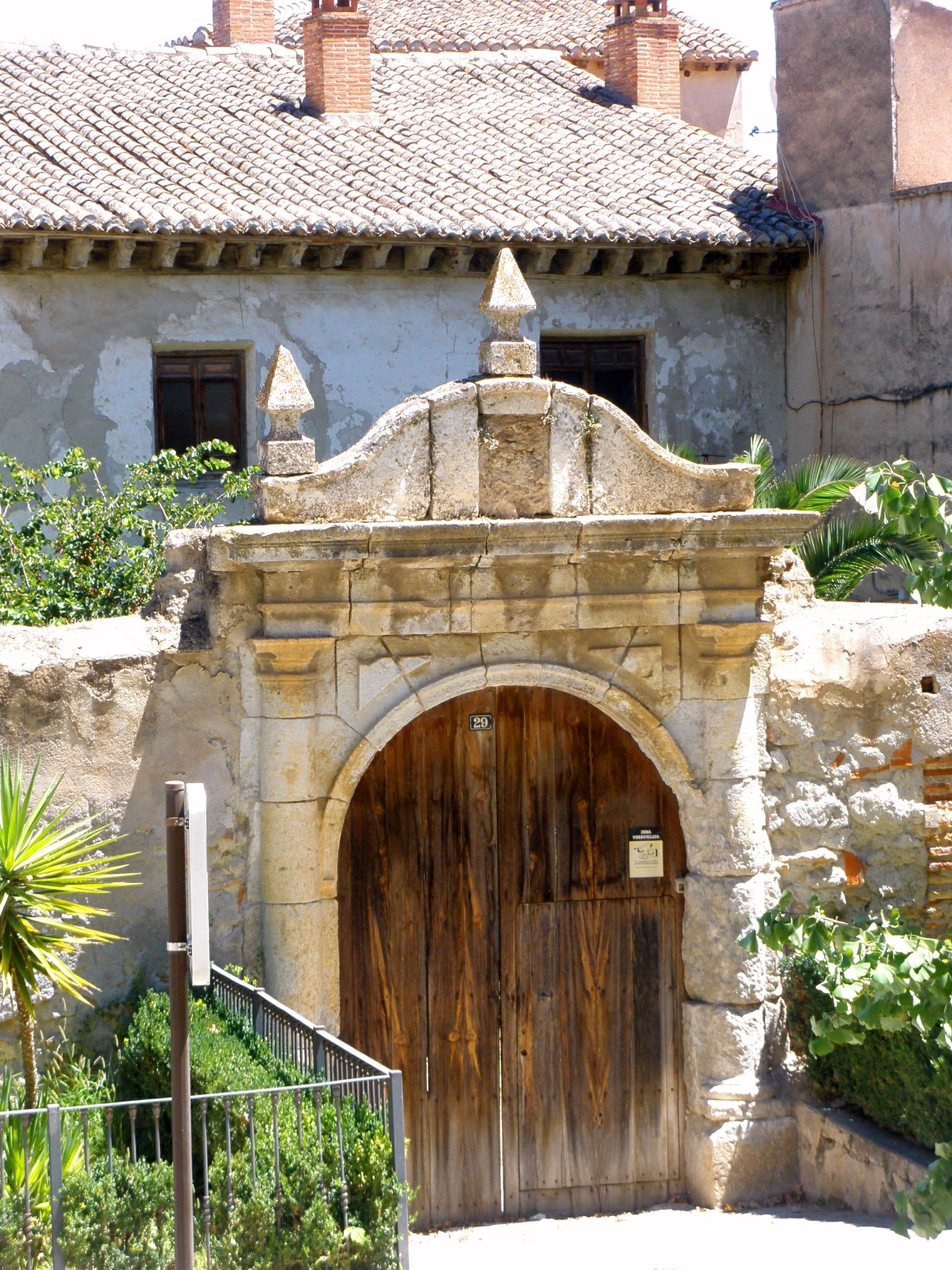
Palacio de los Enríquez

Entre los valores destacables del edificio hemos de referirnos a la nobleza y magnitud de la construcción. La logia de entrada, el uso de columnas de mármol, los pabellones traseros y la belleza y variedad de sus armaduras mudéjares, con decoración policromada, pueden citarse entre algunos de sus valores. Incluso aquellos elementos que por su falta de monumentalidad se acercan más a la estética de lo popular, no dejan de suscitar interés por su proximidad a la tipología de vivienda señorial de ámbito rural.
Asimismo, no pueden dejar de destacarse los jardines, especialmente el delantero y trasero. En ellos se ha optado por el estilo geométrico mediante los parterres, constituyendo un atrayente punto de mira desde las ventanas y balcones del palacio, y un elemento que contribuye sobremanera a revalorizar la arquitectura.
Hechos históricos sobrevenidos durante la vida útil del inmueble vienen a sumarse como valores añadidos a los específicamente arquitectónicos o estéticos. Entre estos pueden citarse el haber sido la residencia temporal de Don Juan de Austria, durante la rebelión de los moriscos, o la del Duque de Gandía, luego San Francisco de Borja.

## Catalogación
El palacio de los Enríquez de Baza está catalogado Bien de Interés Cultural con tipología jurídica de Monumento, y así consta inscrito en el BOE con fecha de 26 de noviembre de 1975.

### Referencia
Decreto 253/2009, de 19 de mayo, por el que se declara de interés social, a efectos de expropiación forzosa, la adquisición del Palacio de los Enríquez, situado en Baza (Granada), inscrito en el Catálogo General del Patrimonio Histórico Andaluz como Bien de Interés Cultural, con la tipología de Monumento, necesaria para posibilitar la conservación de este Bien, eliminar las circunstancias que atentan contra los valores o seguridad del mismo y facilitan un uso compatible con sus valores.